# Посткейнсианска икономика
Посткейнсианска икономика (на английски: Post-Keynesian economics) е школа на икономическата мисъл, която произлиза от Общата теория на Джон Майнард Кейнс, макар че по-нататъшното ѝ развитие да е повлияно в голяма степен от Майкал Калеки, Джоан Робинсън, Никълас Калдор и Пол Дейвидсън. Биографът на Кейнс Лорд Скиделски пише, че пост-Кейнсианската школа остава най-близка до работата на Кейнс, особено в нейната монетарна теория и отричането на неутралността на парите.